# 鈴木五十三
鈴木 五十三（すずき いそみ、1950年 4月27日- ）は、日本の弁護士、ニューヨーク州弁護士、国際公務員。元国際連合安全保障理事会補償委員会委員、元整理回収機構企業再生検討委員会委員長。

## 人物・経歴
東京都立日比谷高等学校を経て、一橋大学法学部卒業。弁護士登録後、フルブライト奨学生としてカリフォルニア大学バークレー校法科大学院に留学し修了。法学修士。ニューヨーク州弁護士。弁護士業の傍ら、国際連合安全保障理事会決議687等に基づき設置された国際連合安全保障理事会補償委員会の委員を1998年から2005年まで務め、湾岸戦争の補償問題にあたった。株式会社整理回収機構企業再生検討委員会委員長、日本弁護士連合会国際人権問題委員会委員長、日本曹達株式会社監査役、LAWASIA会長・日本代表、原子力損害賠償紛争解決センター総括委員、国際投資紛争解決センター日本政府指名仲裁人候補、公益社団法人日本仲裁人協会理事、日本政府観光局MICEアンバサダー等も歴任。2016年には小池百合子東京都知事により築地市場移転問題補償検討委員会の座長に任命され、補償範囲や額について検討を行った。

## 著書
- 『MEMOがとれない―最高裁に挑んだ男たち』（共著）有斐閣 (1991/10)
- 『戦後補償法 (世界人権問題叢書) 』（今村嗣夫,高木喜孝と共編著）明石書店 (1999/6/15)
- 『戦争と個人の権利―戦後補償を求める旧くて新しい道』（藤田久一,永野貫太郎と共編）日本評論社 (1999/07)
- 『国際商事仲裁の法と実務』（谷口安平と共編著）善雄松堂 (2016/8/19)